# 観音寺 (和泉市観音寺町)
観音寺（かんのんじ）は、大阪府和泉市観音寺町にある浄土宗の寺院。和泉西国三十三箇所第20番札所。

## 歴史
創建の不詳であるが、当寺の背後が観音寺山になっており、天平年間（729年-749年）に藤原氏が城を築いていたことから、奈良時代には既に建立されていたとの説もある。
南北朝時代、北畠顕家が観音寺城に陣を構え、北軍の襲来に備えたといわれる。
本堂は宝暦年間（1751年-1764年）に建立され、幾度かの改修が加えられながら現在に至る。

## 行事
- 修正会（1月）
- 節分会（2月3日）
- 涅槃会（旧2月15日）
- 彼岸会（春秋）
- 施餓鬼会（8月10日）
- 精霊送り大会（8月15日）

## 交通
- 阪和線和泉府中駅または南海泉北線和泉中央駅から南海バス阪本線に乗車し、「芦部」下車、徒歩7分。
- 阪和線和泉府中駅または南海泉北線和泉中央駅から南海バス和泉中央線に乗車し、「観音寺」で下車、徒歩2分。
- 阪和線和泉府中駅から徒歩30分。